# Andódy Olga
Andódy Olga (Budapest VIII. kerülete, 1962. szeptember 25. –) magyar színésznő.

## Életpályája
1981-től a Békés Megyei Jókai Színház stúdiósa  volt. 1984-től a Szegedi Nemzeti Színházhoz szerződött. 1988-tól egy évadig szabadfoglalkozású művésznő, majd visszatért a Szegedi Nemzeti Színház társulatához. 2003-tól a médiában dolgozik. 

## Fontosabb színpadi szerepei
- Eugène Ionesco: Rinocérosz... Pincérlány
- Mark Twain: Koldus és királyfi... Lady Jane; Nen
- Neil Simon: Furcsa pár... Gwendolyn
- Vámos Miklós: Világszezon... Cinci, 6 éves
- Csukás István: Ágacska... Pösze egér
- Leonard Bernstein: West Side Story... Akárkié
- Galt Macdermot – Gerome Ragni – James Rado: Hair... Dionne
- Eisemann Mihály: Bástyasétány '77.... Bözsi
- Eisemann Mihály: Én és a kisöcsém... Piri
- Kálmán Imre: Marica grófnő... Liza
- Kálmán Imre: Csárdáskirálynő... Stázi
- Ábrahám Pál: Viktória... Riquette
- Simai Mihály: Félszárnyú tündérek titkai... Mandiko

## Filmek, tv
- Hagymácska
- Szélkötő Kalamona
- Brémai muzsikusok
- Cyrano de Bergerac